# Rivière Châteauguay (biflöde till Saint Lawrencefloden)
Rivière Châteauguay är ett vattendrag i Kanada.   Det ligger i provinsen Québec, i den sydöstra delen av landet, 150 km öster om huvudstaden Ottawa.
Runt Rivière Châteauguay är det tätbefolkat, med 982 invånare per kvadratkilometer.